# Сульський заказник
Су́льський зака́зник — гідрологічний заказник місцевого значення в Україні. Розташований в межах Роменського району Сумської області, між селами Пустовійтівка, Герасимівка та Плавинище. 

## Опис
Площа 316,5 га. Як об'єкт ПЗФ створений 29.11.2005 року. Перебуває у віданні: Пустовійтівська сільська рада, Плавинищенська сільська рада, Роменський агролісгосп. 
Статус присвоєно для збереження ділянки заплави річки Сула з її численними старицями, болотними та лучними масивами. Є місцем зростання рідкісних рослин, що охороняються Бернською конвенцією (маточник болотний), занесених до обласного Червоного списку (алтея лікарська, цикута отруйна, калган, осоки повстиста та дерниста, подорожник Корнута). Представлені рослинні угруповання, занесені до Зеленої книги (глечиків жовтих, латаття білого). 
Є місцем мешкання тварин, занесених до Червоної книги України(горностай); занесених до Європейського Червоного списку (деркач, червінець непарний) та обласного Червоного списку (черепаха болотяна, бугайчик, сіра чапля, бугай, лебідь-шипун та ін.). 
Регулятор водного режиму річки і рівня ґрунтових вод прилеглих територій.

## Зображення

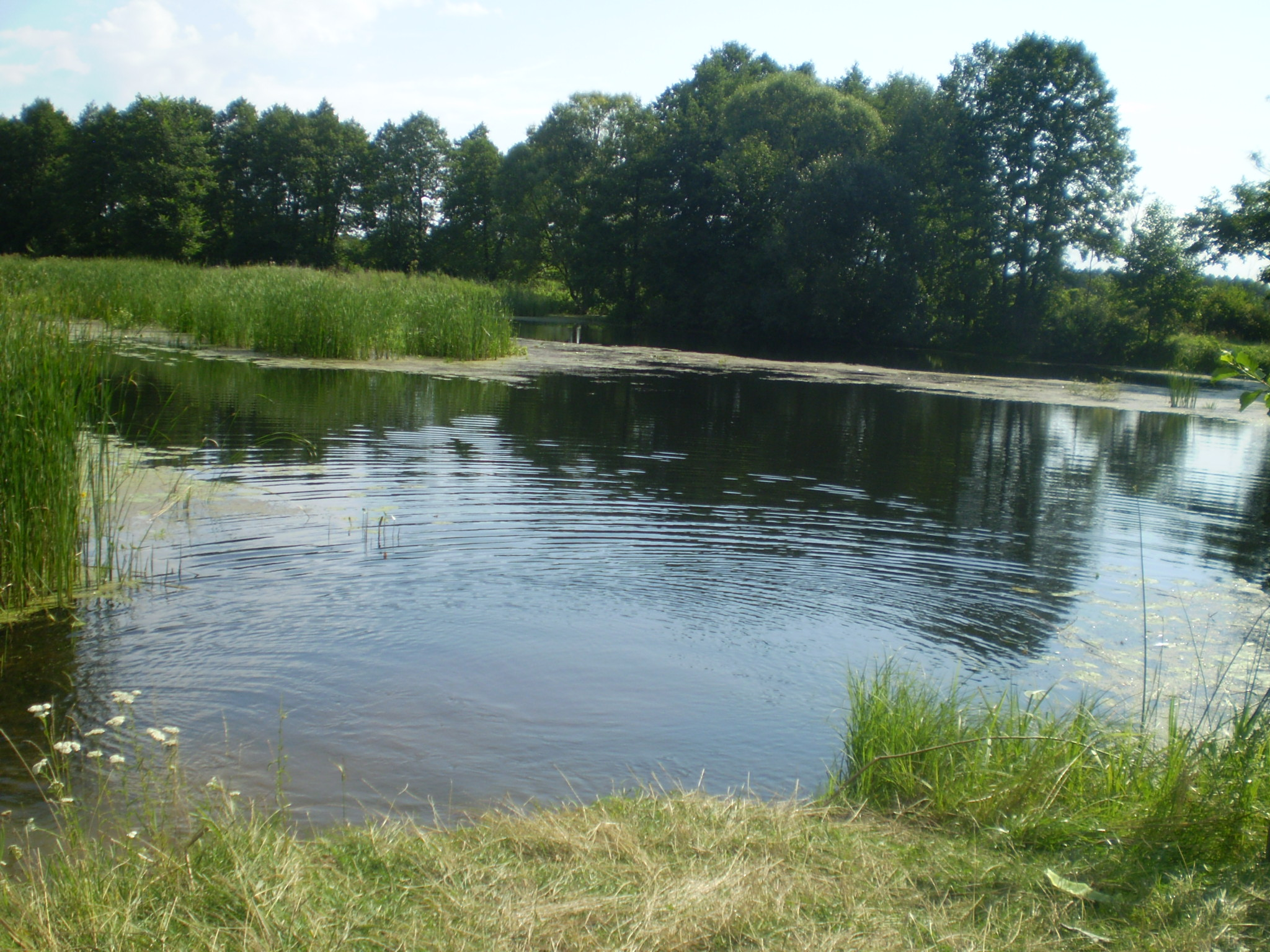
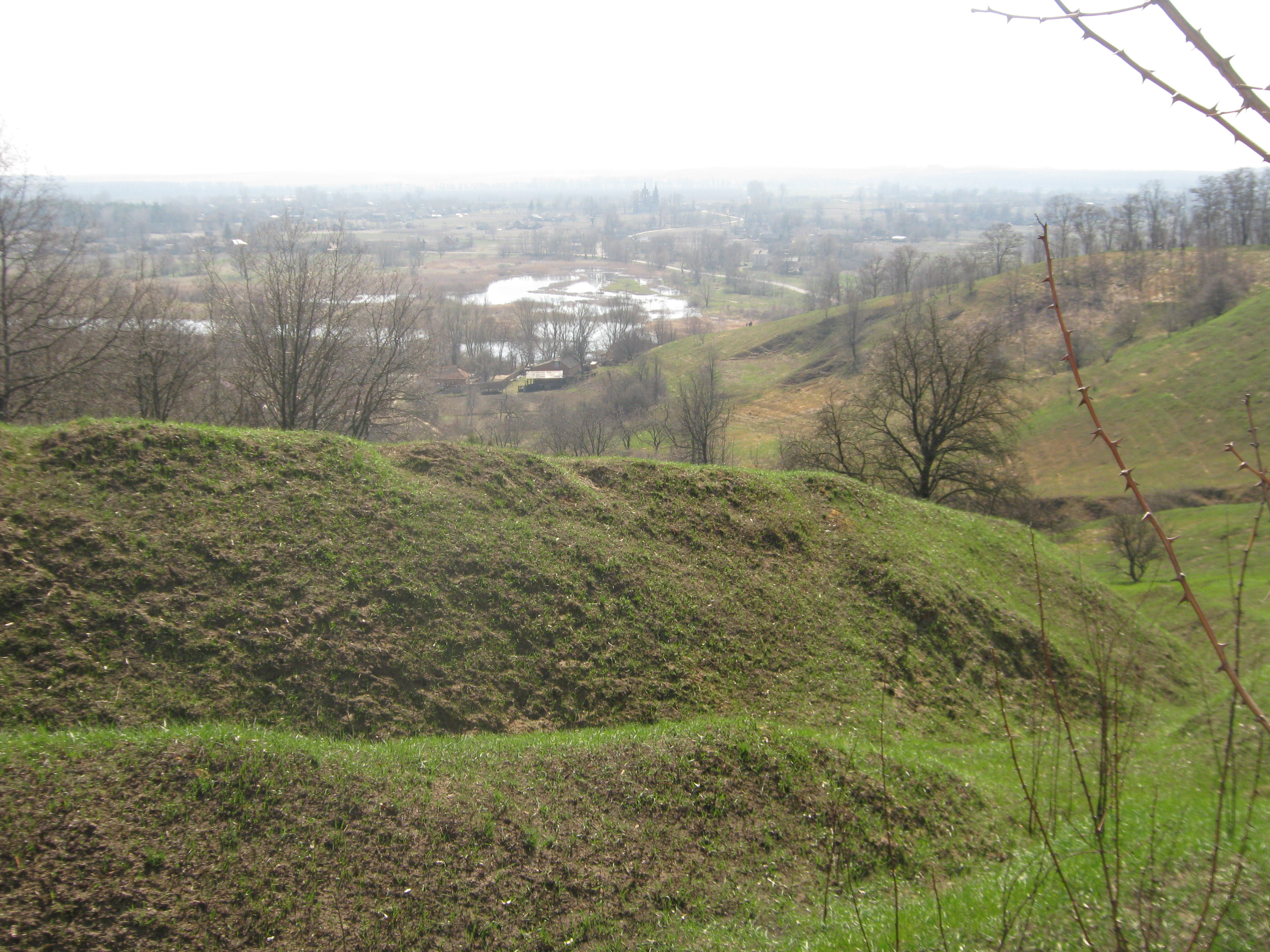
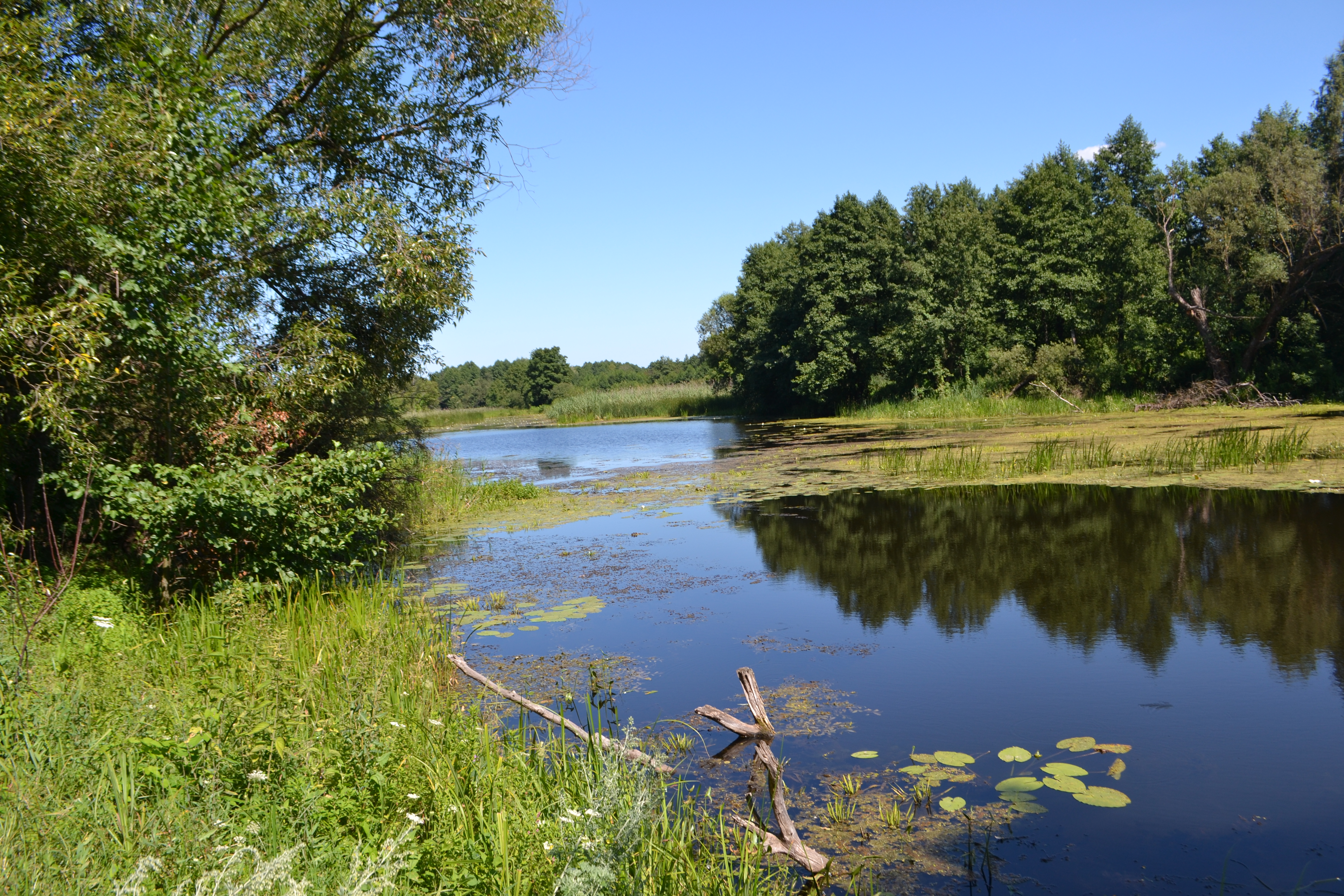